# نورا
طایفه نورا،یکی از طوایف اصيل سیستانی در استان سیستان و بلوچستان می‌باشد.
این طایفه در سیستان زندگی می‌کنند. مردم این طایفه به گویش سیستانی تکلم می‌کنند.

## سکونت
افراد این طایفه در شهر زابل،بنجار،روستاهای برج یوسف،امامیه،کنگ امامداد،ده گلزار زندگی می‌کردندو همچنين در شهرستان گرگان،گنبد،كلاله،وزاهدان ساكن هستند.
مورخان قدمت طايفه نورا را به قبل از حمله اعراب مسلمان به سيستان نسبت ميدهند.

## منبع
- غلامعلی رئیس الذاکرین (۱۳۷۰)، زادسروان سیستان

1. ↑  غلامعلی، رئیس‌الذاکرین (دهبانی) (۱۳۷۰). زادسروان سیستان (شرح منثور و منظوم احوال طوایف سیستان). مشهد.